# Naturgasfält

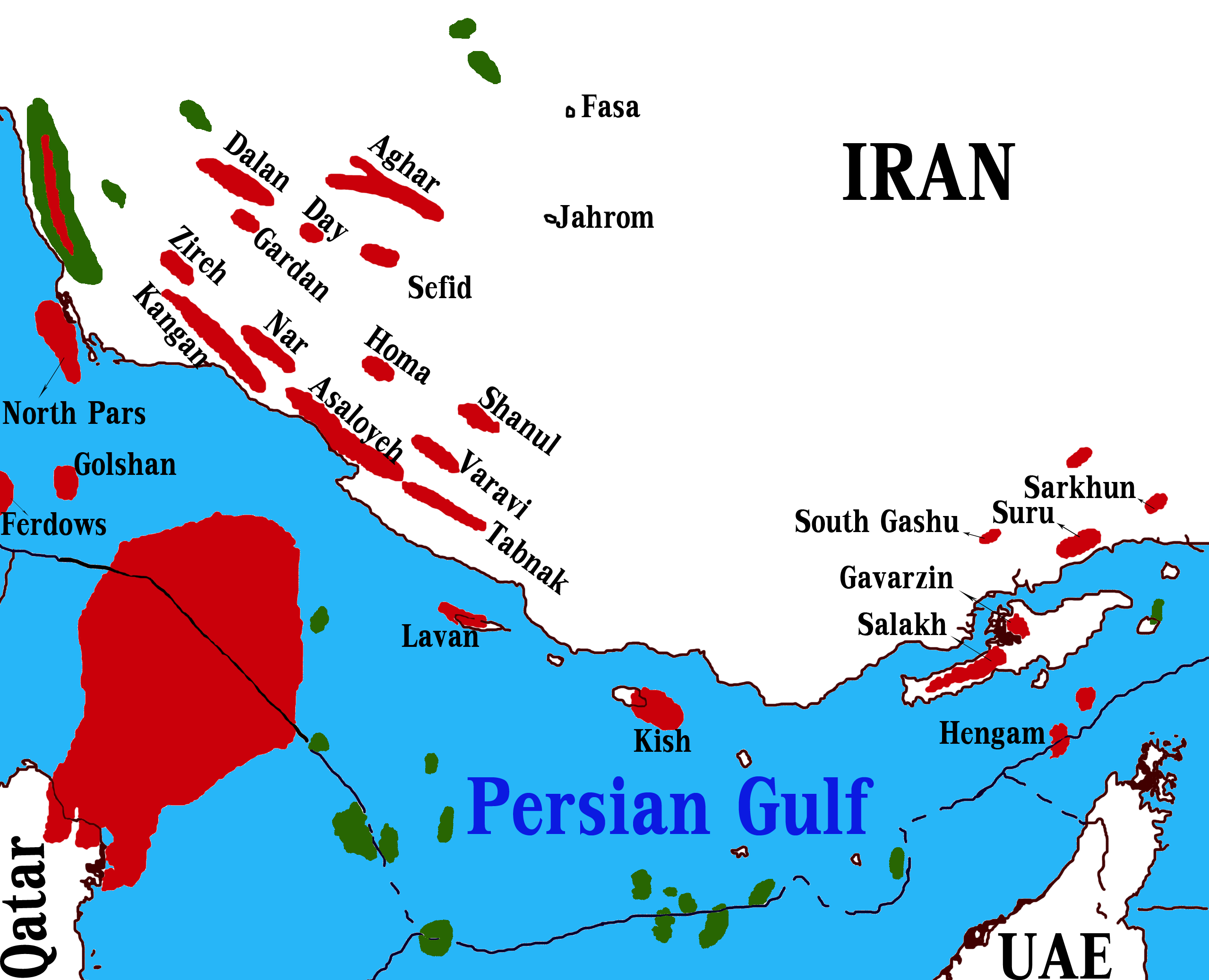
Naturgasfält i Iran.

Naturgasfält eller bara gasfält är en naturligt bildad reservoar i porösa sedimentära lager i jordskorpan som är så pass rik på naturgas att gasen är ekonomiskt lönsam att utvinna. Naturgas bildas genom samma geologiska process som omvandlar kerogen till petroleum varför olja och gas ofta finns tillsammans. De områden där det är mest olja kallas ofta oljefält, medan de områden där gasen domineras kallas gasfält. Naturgasfält förekommer både på land och ute till havs.
De största naturgasfälten i världen är South Pars/Asalouyeh i Iran och Qatar, Urengoy i Ryssland och Haynesville Shale i Louisiana och Texas.